# Nova Pazova

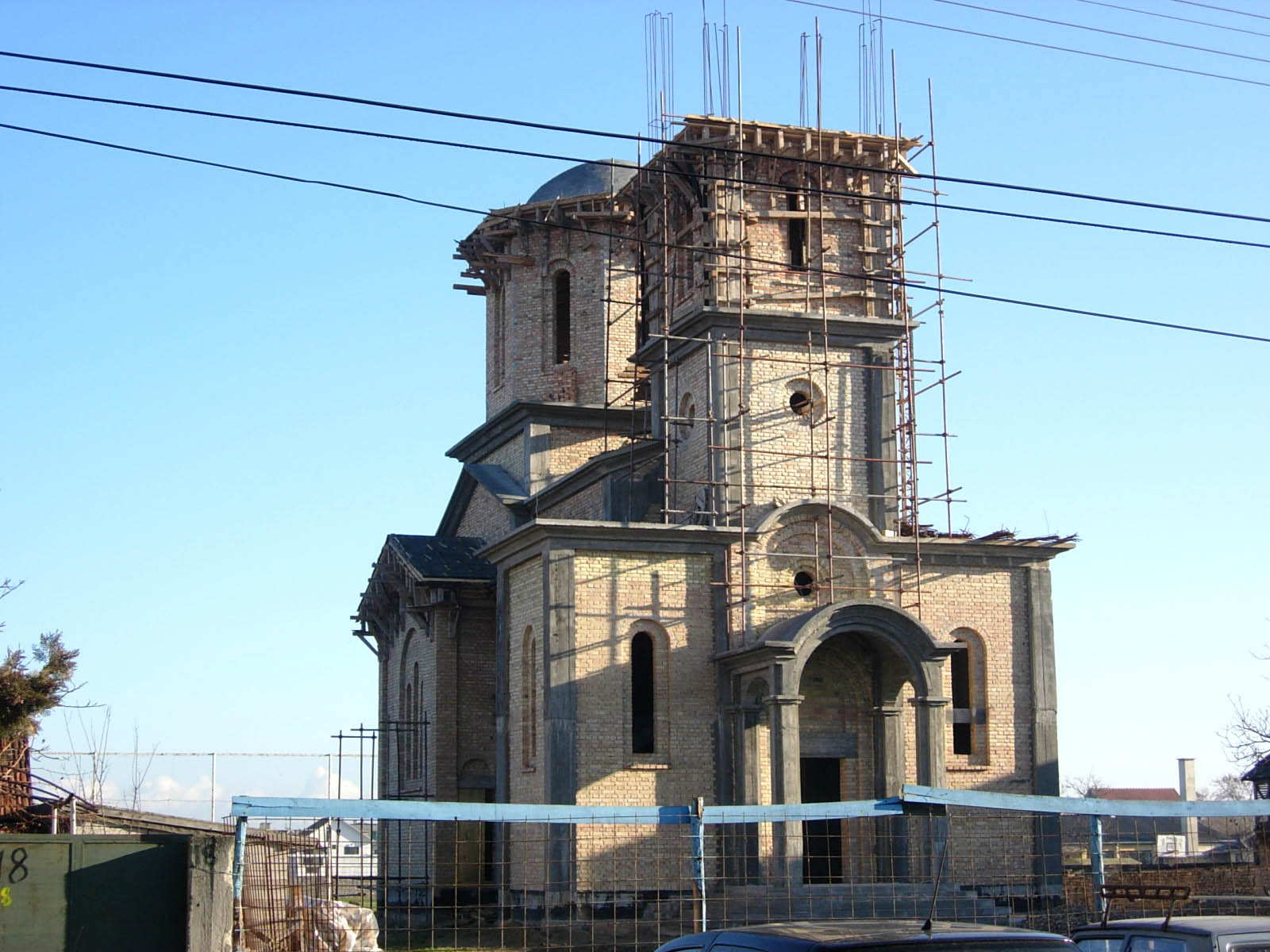
Výstavba nového pravoslavného chrámu

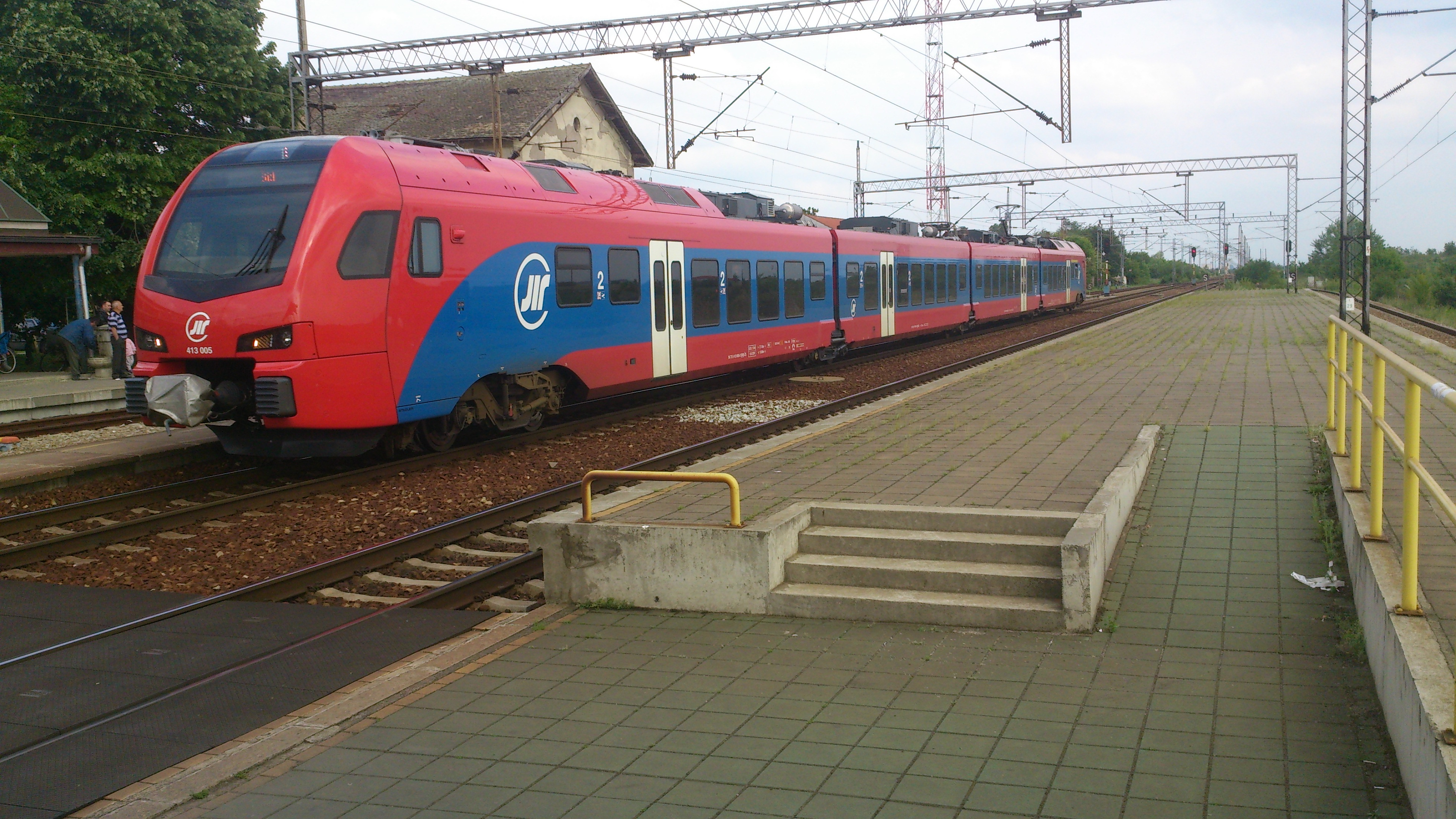
Vlak Srbija Voz

Nova Pazova (v srbské cyrilici Нова Пазова, maďarsky Újpazova) je město v srbské Vojvodině, ve Sremském okruhu. Administrativně spadá do opštiny Stara Pazova. Nachází se na staré silnici mezi Novým Sadem a Bělehradem, mezi Starou Pazovou a Batajnicí. Má napojení na dálnici (Novi Sad – Bělehrad), železnici (ve stejném směru) a v její blízkosti se nachází vojenské letiště Batajnica. V roce 2002 měla celkem 18 214 obyvatel.

## Historie
Nova Pazova byla založena roku 1790 poté, co bylo v rámci dosídlování dolnouherského pohraničí dosídleno 882 německých kolonistů, později v Srbsku známých jako Podunajští Švábové. Toto obyvatelstvo v závěrečných měsících druhé světové války (spolu s ostatními Němci, kteří žili na území tehdejší Jugoslávie) uprchlo směrem do Rakouska. Jeho majetek byl později během kolektivizace zkonfiskován a přerozdělen novým dosídlencům. Ti se do Nové Pazovy nastěhovali z různých oblastí – pocházeli především z Dalmácie, Liky a Bosny a Hercegoviny atp. Administrativní reformou z roku 1958 došlo k zvětšení území jednotlivých opštin, což pro Novou Pazovu znamenalo ztrátu statutu samostatné obce. V poválečné době těžila především z výhodné zeměpisné polohy a dobré dopravní obslužnosti (dálnice a železnice), což umožnilo rozvoj průmyslu a růst životní úrovně.

## Obyvatelstvo
| 1948  | 1953  | 1961   | 1971   | 1981   | 1991   | 2002   |
| ----- | ----- | ------ | ------ | ------ | ------ | ------ |
| 4 604 | 6 082 | 10 990 | 10 658 | 15 488 | 16 016 | 18 214 |